# Ciego de Avila (prowincja)
Ciego de Ávila – jedna spośród czternastu kubańskich prowincji. Jej stolicą jest Ciego de Ávila. Do 1975 była częścią prowincji Camagüey.
Dla północnego wybrzeża charakterystyczne są wysepki koralowa, zaś dla południowego lasy namorzynowe. Głównymi gałęziami gospodarki jest hodowla bydła i uprawa trzciny cukrowej, brzoskwiń oraz cytrusów.
Prowincja dzieli się na dziesięć gmin:
1. Baraguá
2. Bolivia
3. Chambas
4. Ciego de Ávila
5. Ciro Redondo
6. Florencia
7. Majagua
8. Morón
9. Primero de Enero
10. Venezuela